# رحب (لوى)
رحب منطقة سكنية تقع في ولاية لوى، التابعة لمحافظة شمال الباطنة في سلطنة عمان. يقدر عدد سكانها بـ 564 نسمة حسب إحصاء عام 2010 التابع للمركز الوطني للإحصاء والمعلومات الحكومي. رمز المنطقة هو 60330192.
تبعد حوالي 40 كم من مركز المدينة لوى.

## الوصلات الخارجية
- المركز الوطني للإحصاء والمعلومات، سلطنة عمان